# Heraclia zeodita
Heraclia zeodita är en fjärilsart som beskrevs av Friedrich Wilhelm Niepelt 1906. Heraclia zeodita ingår i släktet Heraclia och familjen nattflyn. Inga underarter finns listade i Catalogue of Life.